# Cicendia filiformis
Cicendia filiformis é uma espécie de planta com flor pertencente à família Gentianaceae. 
A autoridade científica da espécie é (L.) Delarbre, tendo sido publicada em Flore d'Auvergne 1: 20. 1795.

## Portugal
Trata-se de uma espécie presente no território português, nomeadamente em Portugal Continental e no Arquipélago dos Açores.
Em termos de naturalidade é nativa das duas regiões atrás indicadas.

## Protecção
Não se encontra protegida por legislação portuguesa ou da Comunidade Europeia.